# 84-я пехотная дивизия (Российская империя)
84-я пехотная дивизия — пехотное соединение в составе российской императорской армии

## История дивизии
Сформирована в июле 1914 года из кадра 49-й пехотной дивизии. Вошла в состав 6-й армии Петербургского военного округа.

…84-я пехотная дивизия генерала Герцыка очень бойко работала осенью 1914 года в Польше, а затем, переброшенная в Литву, считалась храброй дивизией и у нас, и у противника. В сентябре 1916 года она доблестно дралась в Галиции, где выделился особенно 333-й пехотный Глазовский полк. В бою 10 сентября 1916 года у Майкова Гая глазовцы взяли лихим ударом 60 офицеров, 1600 нижних чинов и 3 миномёта.— А. А. Керсновский. История Русской армии
В 1918 году дивизия под командованием бывшего нач. штаба подполковника Айре была переименована в 4-ю мусульманскую и вышла из Буковины через Румынию и Бессарабию в Тирасполь.
84-я артиллерийская бригада сформирована в июле 1914 года по мобилизации в Перми из кадра, выделенного 49-й артиллерийской бригадой. В октябре 1914 года к бригаде прикомандирован 2-й дивизион 67-й артиллерийской бригады, 30 октября наименован 1-м дивизионом 84-й арт. бригады. 12 ноября бригада предположительно переименована в 67-ю арт. бригаду и включена в состав 67-й пехотной дивизии. Отличилась при отражении газовой атаки противника 20 июля 1916 г.

## Состав дивизии
- 1-я бригада
  - 333-й Глазовский пехотный полк
  - 334-й Ирбитский пехотный полк
- 2-я бригада
  - 335-й Анапский пехотный полк
  - 336-й Челябинский пехотный полк
- 84-я артиллерийская бригада

## Командование дивизии
(Командующий в дореволюционной терминологии означал строевого офицера, чин которого не соответствовал штатному. Например: командующий (не гвардейским) полком генерал-майор Иванов, командующий ротой поручик Петров, командующий бригадой полковник Сидоров. Для нестроевых офицеров (штабных, инженерно-технических и пр.) аналогом было словосочетание исправляющий должность. Должности начальника дивизии соответствовал чин генерал-лейтенанта, и при назначении на эту должность генерал-майоров они оставались командующими до момента своего производства в генерал-лейтенанты).

### Начальники дивизии
- 19.07.1914 — 15.04.1917 — генерал-майор (с 14.05.1915 генерал-лейтенант) Козлов, Владимир Аполлонович
- 15.04.1917 — 27.08.1917 — командующий генерал-майор Молчанов, Семён Егорович
- 27.08.1917 — хх.хх.1918 — командующий генерал-майор Семёнов, Николай Григорьевич

### Начальники штаба дивизии
- 16.09.1914 —14.01.1915 — полковник Анисимов, Александр Иванович
- 20.02.1915 — 20.01.1916 — и. д. подполковник Чубаков, Илиодор Илиодорович
- 20.01.1916 — 11.03.1917 — полковник Дядюша, Сергей Иванович
  - хх.01.1917 — хх.хх.1917 — и.д. (?) есаул Кутырев, Гавриил Яковлевич
- 28.03.1917 — 10.09.1917 — полковник барон фон Штакельберг, Карл Рудольфович
- 29.10.1917 — хх.хх.1918 — и. д. подполковник Айре, Эдуард Иванович

### Командиры бригады
- 29.07.1914 — 10.03.1917 — генерал-майор Есаулов, Александр Алексеевич
- 24.03.1917 — хх.хх.хххх — генерал-майор Есипов, Виктор Григорьевич

### Командиры 84-й артиллерийской бригады
- 17.12.1915 — 11.05.1916 — полковник (с 06.05.1916 генерал-майор) Мясоедов, Николай Александрович
- 12.05.1916 — после 10.07.1916 — генерал-майор Морозов, Александр Дормидонтович